# Ca' d'Oro

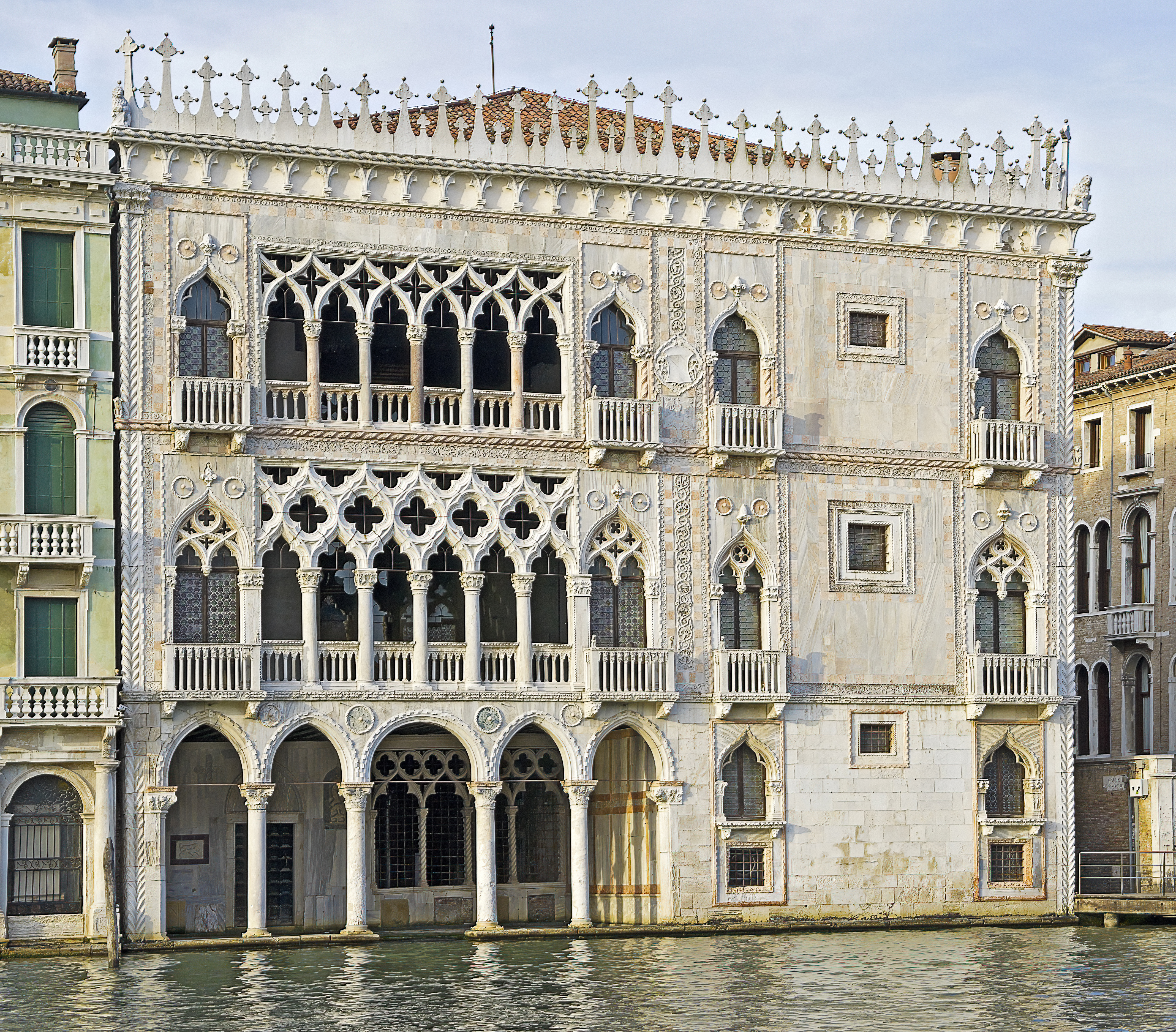
Ca' d'Oro

Ca' d'Oro (nghĩa tiếng Việt: Nhà Vàng; tên chính thức là Palazzo Santa Sofia tức Dinh thự Santa Sofia) là tên của một dinh thự cạnh Kênh Lớn trong Venezia. Dinh thự mang tên này là do được xây bằng đá hoa cương nhiều màu và được trang trí mạ vàng ở mặt nhìn ra Kênh Lớn.
Dinh thự là một thí dụ điển hình cho việc thay đổi phong cách trong kiến trúc Gothic tại Venezia. Phân chia không gian không còn đối xứng nữa. Kết nối đơn giản giữa cột và vòm đã được thay đổi bằng các họa tiết trang trí. Tầng trệt có cấu trúc cột hoàn toàn khác, đánh dấu sự bắt đầu của phong cách kiến trúc Phục Hưng tại Venezia.
Dinh thự do gia đình quý tộc Contarini tại Venezia cho xây trong thời gian từ 1421 đến 1442. Kiến trúc sư xây dựng là Bartolomeo, các tác phẩm khắc đá do Matteo Raverti tiến hành. Sau khi Cộng hòa Venezia sụp đổ, dinh thự đã nhiều lần đổi chủ. Nam tước Giorgio Franchetti đã mua lại dinh thự vào năm 1895, cho tu bổ lại ngôi nhà đã xuống cấp rất nhiều này và lưu trữ bộ sưu tập nghệ thuật của ông trong dinh thự. Năm 1915 ông hiến tặng dinh thự và bộ sưu tập cho nhà nước Ý.
Dinh thự ngày nay là một bảo tàng nghệ thuật Venezia từ thời Gothic cho đến Baroque. Được trưng bày bên cạnh nhiều tranh vẽ và tượng là nhiều tác phẩm thủ công và thảm. Các căn phòng được trang bị bằng đồ nội thất Venezia cổ, mang lại cho khách tham quan một ấn tượng về sự hào nhoáng của cuộc sống Venezia ngày xưa.
Trưng bày trong Ca' d'Oro bên cạnh các tác phẩm khác là tranh của Andrea Mantegna, Domenico Tiepolo, Jacopo da Pontormo, Anthonis van Dyck, Francesco Guardi, tượng của Tullio Lombardo cũng như là phần còn lại của các bích họa do Giorgione và Tizian vẽ trang trí cho mặt ngoài của cho Fondaco dei Tedeschi.